# Kurt Fervers
Kurt Fervers, nach 1945 Hans Fervers (* 18. September 1911 in Frankfurt am Main; † nicht ermittelt), war ein deutscher Schriftsteller, der als „nationalsozialistischer Publizist“ galt.

## Leben und Wirken
Nach dem Schulbesuch beschäftigte er sich mit Politik, Geschichte, Kulturpolitik, Kunstbetrachtung, Volksliteratur und Jugendschrifttum. Als Student wurde er im November 1930 Mitglied des NS-Studentenbundes. Zum 1. April 1931 trat er der NSDAP bei (Mitgliedsnummer 517.004). Er wurde Leiter des Parteipresse-Sonderdienstes der NSDAP und des Amtes Parteipresse in der Reichspressestelle der NSDAP.
Nach dem Zweiten Weltkrieg änderte er seinen Rufnamen von Kurt in Hans. In einer Widmung bezeichnete er den Philosophen Georg Burckhardt (1881–1974) als seinen „verehrten Lehrer“ und den Psychologen Erich Rudolf Jaensch als seinen „Mentor und väterlichen Freund“. Er arbeitete als Personalberater, Graphologe und Verfasser charakterkundlicher Schriften in Frankfurt am Main und ab ca. 1967 in Steinbach (Taunus). 1974 gründete er ein Pressebüro.

## Werke (Auswahl)
als Kurt Fervers:
- (mit Karl Georg Walberg): Pimpfe überall: Mit Vollbildern nach Photographien. Weichert, Berlin [1936].
- Und was tut Fritz? Ein Buch aus dem Leben des deutschen Jungvolks. Weichert, Berlin 1939.
- Berliner Salons. Die Geschichte einer großen Verschwörung. Deutscher Volksverlag, München 1940.
- Vernichtungskrieg. Völkischer Verlag, Düsseldorf 1941, 2. u. 3. Auflage 1942; 4. Auflage (als Hans Kurt Fervers) Hugo Hartmann, Frankfurt am Main 1956.
- Zeitenwende im Osten. Völkischer Verlag, Düsseldorf 1941.
- Die letzten Geständnisse der Drei-Punkte-Brüder. Freimauerer-Weltpolitik von 1914 bis 1941. Widukind-Verlag, Berlin-Lichterfelde 1941.
- Die Parolen der Hochgrade. Freimaurerpolitik um die beiden Weltkriege. Widukind-Verlag Alexander Voß, Berlin-Lichterfelde 1942.
- Der Aufstieg unserer Welt. Völkischer Verlag, Düsseldorf 1943.

als Hans Fervers:
- Der Liebesspiegel. Lebensweiser-Verlag, Büdingen-Gettenbach 1950.
- Besser leben, mehr erreichen! Gabler, Wiesbaden 1952; doi:10.1007/978-3-322-96219-5. 2. Auflage 1968.
- Der allmächtige Mensch? Grote, Hamm 1954.
- Kursbuch der Liebe. Müller-Rüschlikon, Zürich 1955. Taschenbuchausgabe: Goldmann, München 1967.
- Wie man Menschen beurteilt. Luchterhand, Neuwied 1959. 2. Auflage 1961, 3. Auflage 1966.
- Schönere Zukunft? Arkana, Ulm 1961.
- Seele und Geschäft. Luchterhand, Neuwied 1963.
- Die Liebe genießen. Müller-Rüschlikon, Zürich 1968.
- Sich selbst programmieren. Sauer, Heidelberg 1973, ISBN 3-7938-7479-6.
- Jede Stunde glücklich sein. Landsberger Verlagsanstalt, Landsberg 1973, ISBN 3-920216-15-6.